# Стрельба из лука в Бутане

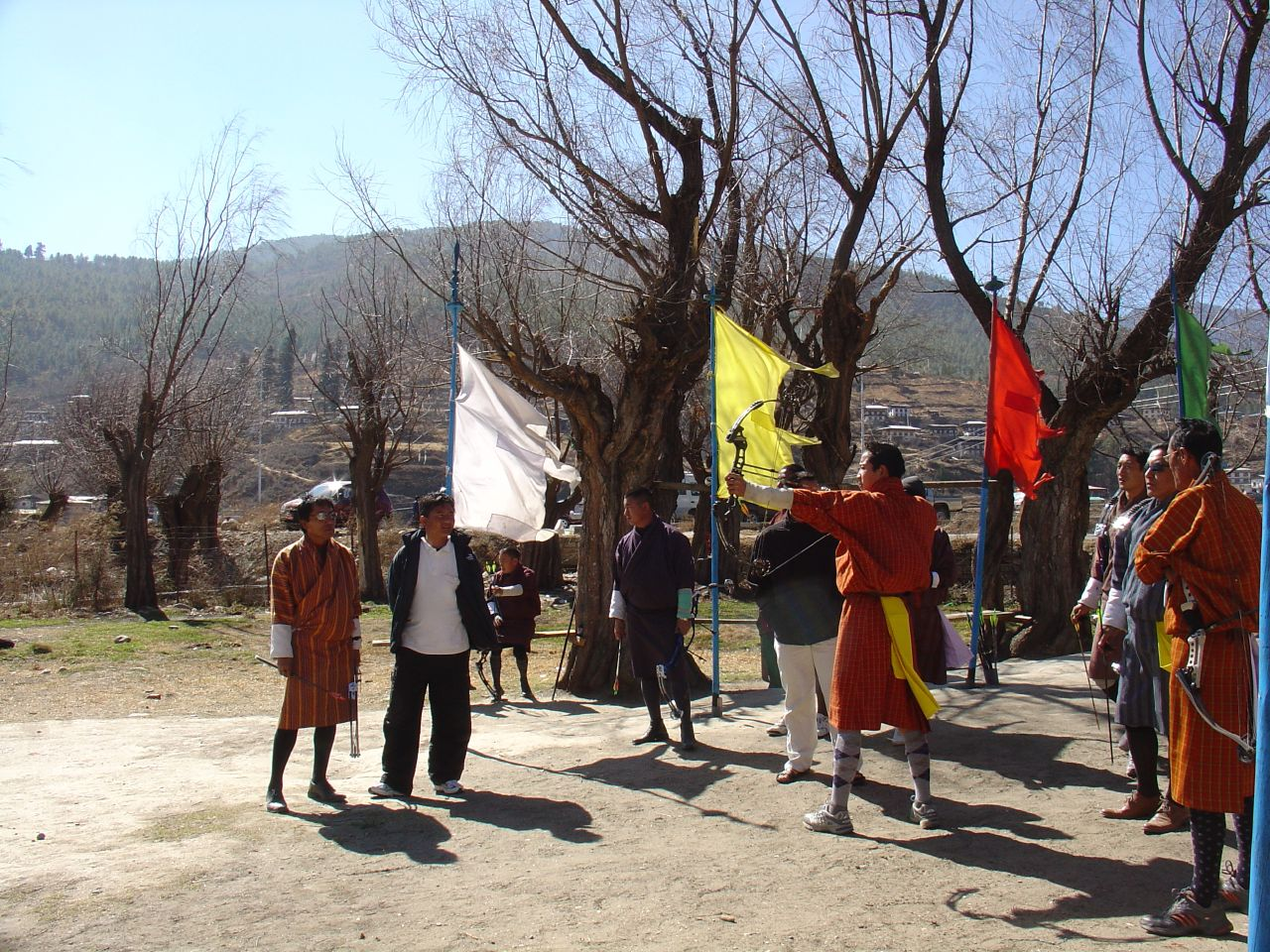
Соревнования по стрельбе из лука в Паро, 2008

Стрельба из лука — национальный вид спорта Королевства Бутан.
Стрельба из лука была официально объявлена национальным видом спорта Бутана в 1971 году, когда Бутан стал членом Организации Объединённых Наций. С тех пор популярность игры возросла многократно. Если ранее соревнования проводились только в деревнях и гевогах, то сейчас различные турниры и соревнования проводятся по всей стране, как во время народных праздников (цечу), так и в соревнованиях между государственными министерствами и ведомствами, а также между дзонгхагами и регионами страны.

## История

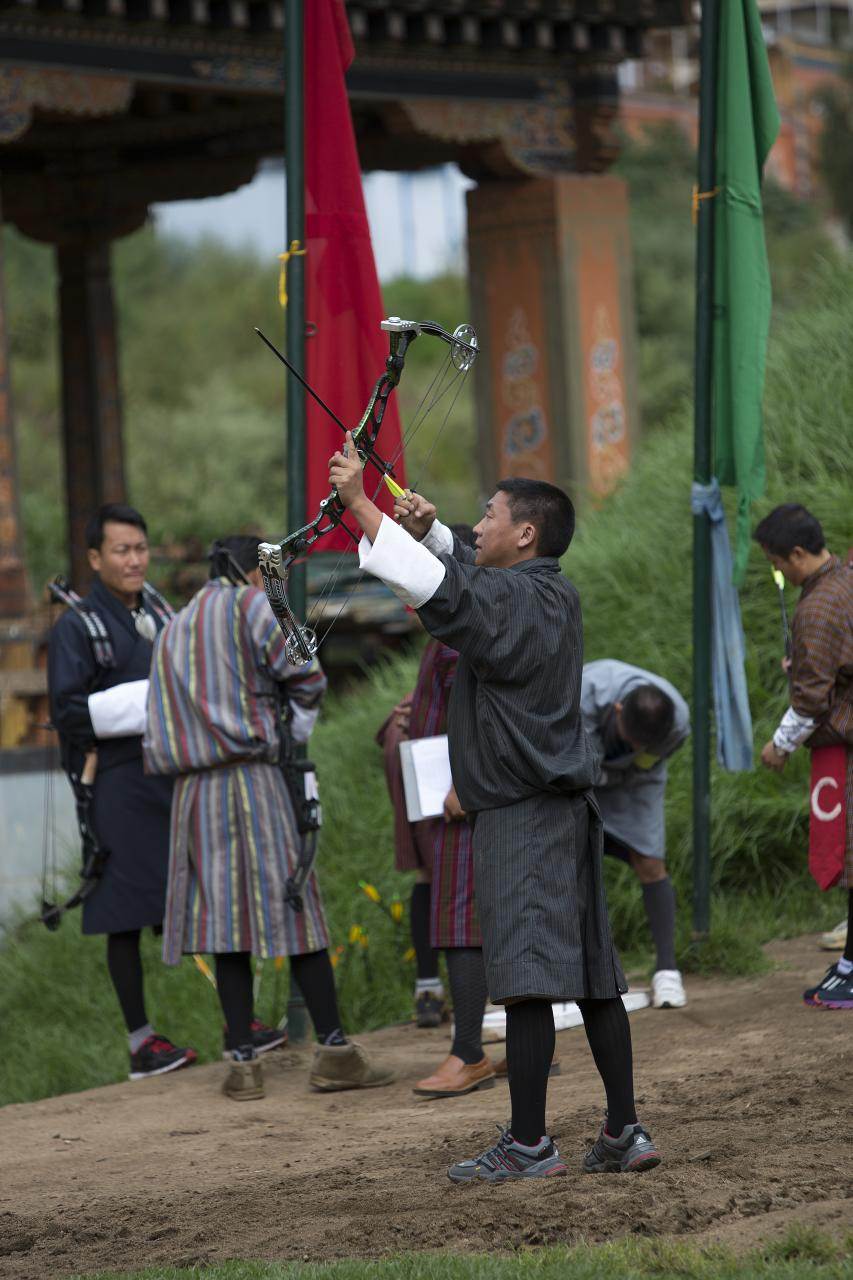
Бутанский стрелок из лука, 2012

Существует множество причин признания стрельбы из лука национальным спортом Бутана.
С давних времён для народов, населяющих Бутан, стрельба из лука являлась важным средством выживания в горной местности как во время войн, так и во время охоты.

Во многих мифах и легендах народов и религий Бутана лук и стрелы играют существенную роль. Изображения богов, держащих лук и стрелы, считаются очень благоприятными.

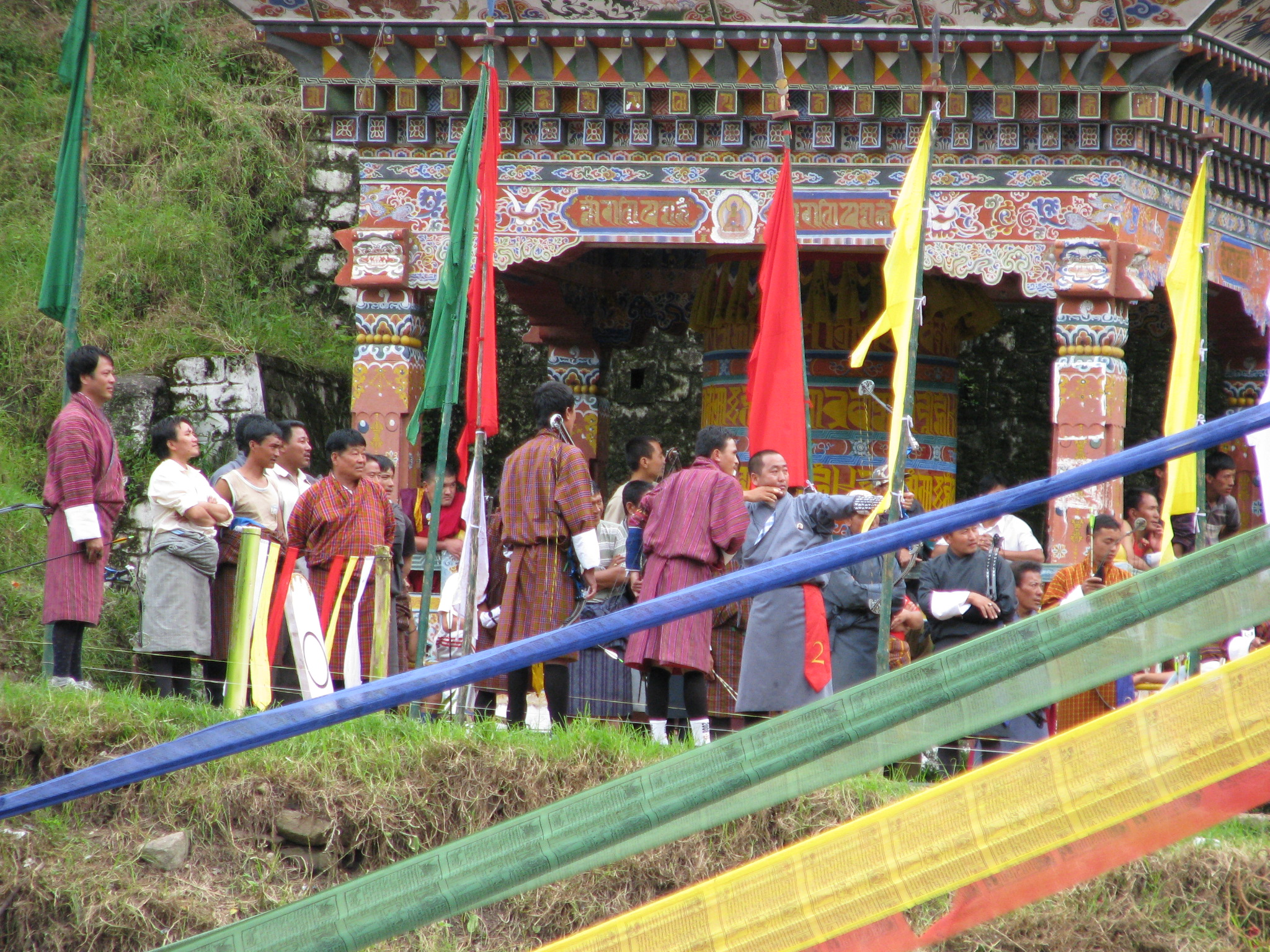
Соревнования по стрельбе из лука в Лхунце, 2008

Символическое и религиозное значение лука и стрел связано с легендарным убийством тибетского короля Ландармы в X веке, этот король жестоко преследовал буддизм и тем самым не исполнял свой долг и наносил вред. Буддистский монах Палгье Дорчже (англ. Lhalung Pelgi Dorji) выполнил Танец Чёрных Шляп (англ. Black Hat Dance), чтобы развлечь короля. В процессе танца, притворно преклоняясь перед королём, он вынул лук и стрелу, которые были скрыты в больших рукавах церемониального танцевального костюма, и убил короля.
В XV веке большинство пророчеств Ламы Друкпа Кюнле, как полагают, произошло из его лука и стрелы. Кроме того, лук и стрелы — обязательный атрибут любых религиозных церемоний, ритуалов, праздников и фестивалей.
Стрельба из лука была любимым видом спорта королей Бутана, передающимся из поколения в поколение.

## Стрельба из лука как социальное явление

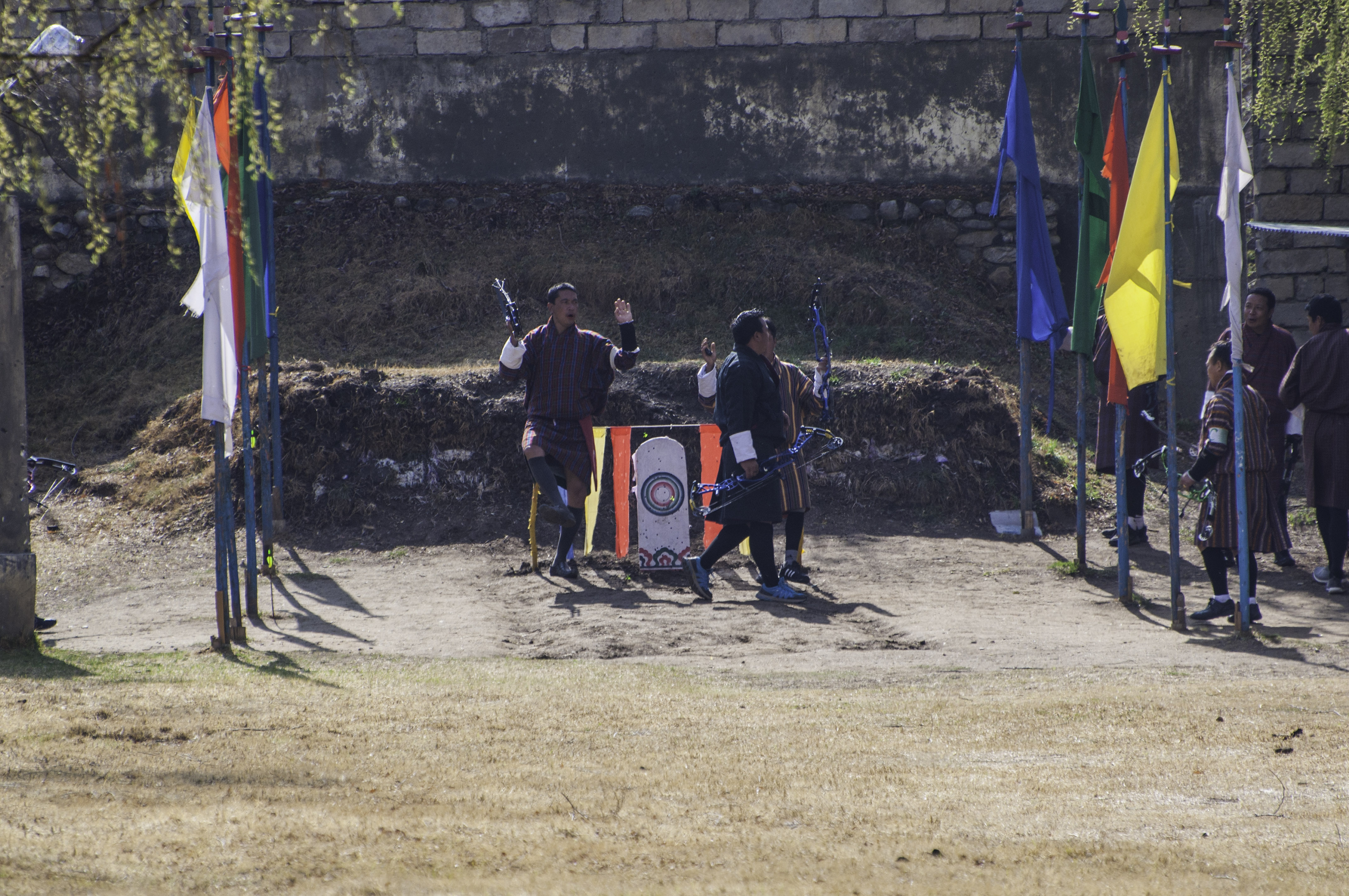
Выражение радости после того, как партнёр попал точно в цель, Паро, 2018

Люди из различных социальных слоёв бутанского общества считают стрельбу из лука одним из самых приятных спортивных состязаний, которые являются как развлечением, так и физическим упражнением. Кроме того, стрельба из лука развивает навыки концентрации, что способствует умственному развитию. Бутанская народная поговорка гласит, что для плавания на лодке и стрельбы из лука необходим ум. Стрельба из лука является способом социализации, общения и развития связей между людьми.

## Традиционные особенности проведения соревнований

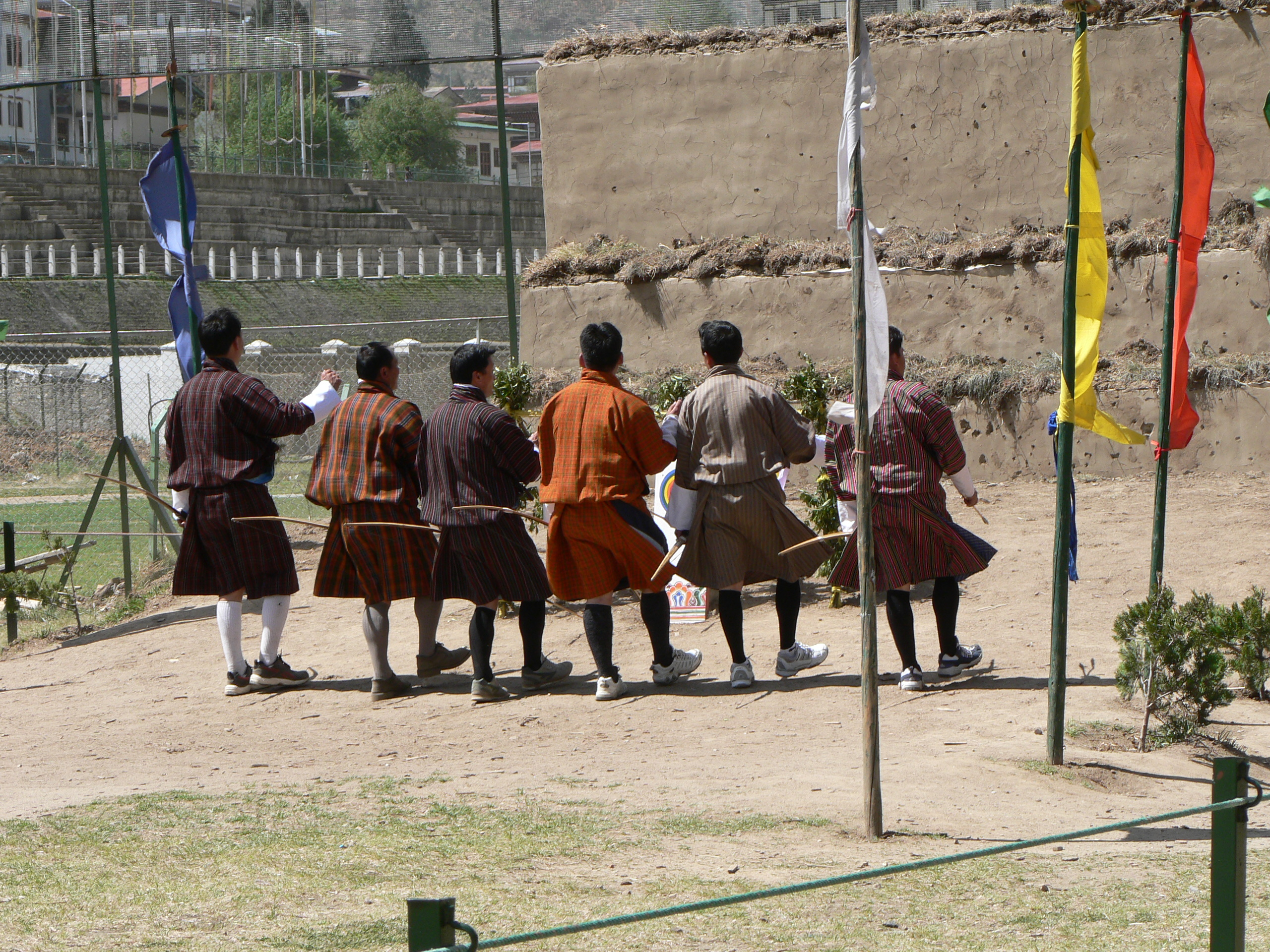
Радостные танцы после меткого попадания в цель, Тхимпху, 2006

В каждой деревне есть поле для стрельбы из лука. Расстояние до мишеней — около 120 метров. Мишени вырезаны из дерева и ярко раскрашены. Подготовка к состязаниям по стрельбе из лука отличаются от других спортивных состязаний. Состязание в стрельбе из лука — это праздник. Луки и стрелы покупаются достаточно дорогие. Жёны стрелков готовят лучшие блюда и напитки. Старшего ребёнка отправляют отнести чай и спиртные напитки на стрельбище, а затем тоже идут туда, сопровождаемые остальными детьми. Муж, который сыграл матч, затем угощает друзей и начальство едой и напитками, приготовленными женой. Такое праздничное времяпрепровождение отражено в другой бутанской поговорке, которая гласит, что стрельба из лука и разговоры — для мужчин, а песни и танцы — для женщин (англ. Archery and discus are to men, as songs and dances are to women).
Главное соревнование проводится в период Нового года (Лосара) по Бутанскому календарю. Накануне соревнования команды ночуют в лесу (или амбаре) и могут нанимать астрологов для отбора участников команды. Участнику рекомендуют не проводить с женой ночь перед соревнованиями, чтобы достичь высокой концентрации. Астрологи рассчитывают место и время соревнований. Началу состязаний предшествует инициация и завтрак. Алкогольные напитки можно употреблять с самого утра. Эмоции во время соревнований накаляются, поэтому поддержка своих стрелков и высмеивание или отвлечение противников — такие же бурные, как и в других странах.

## Бутанские стрелки из лука наОлимпийских играх

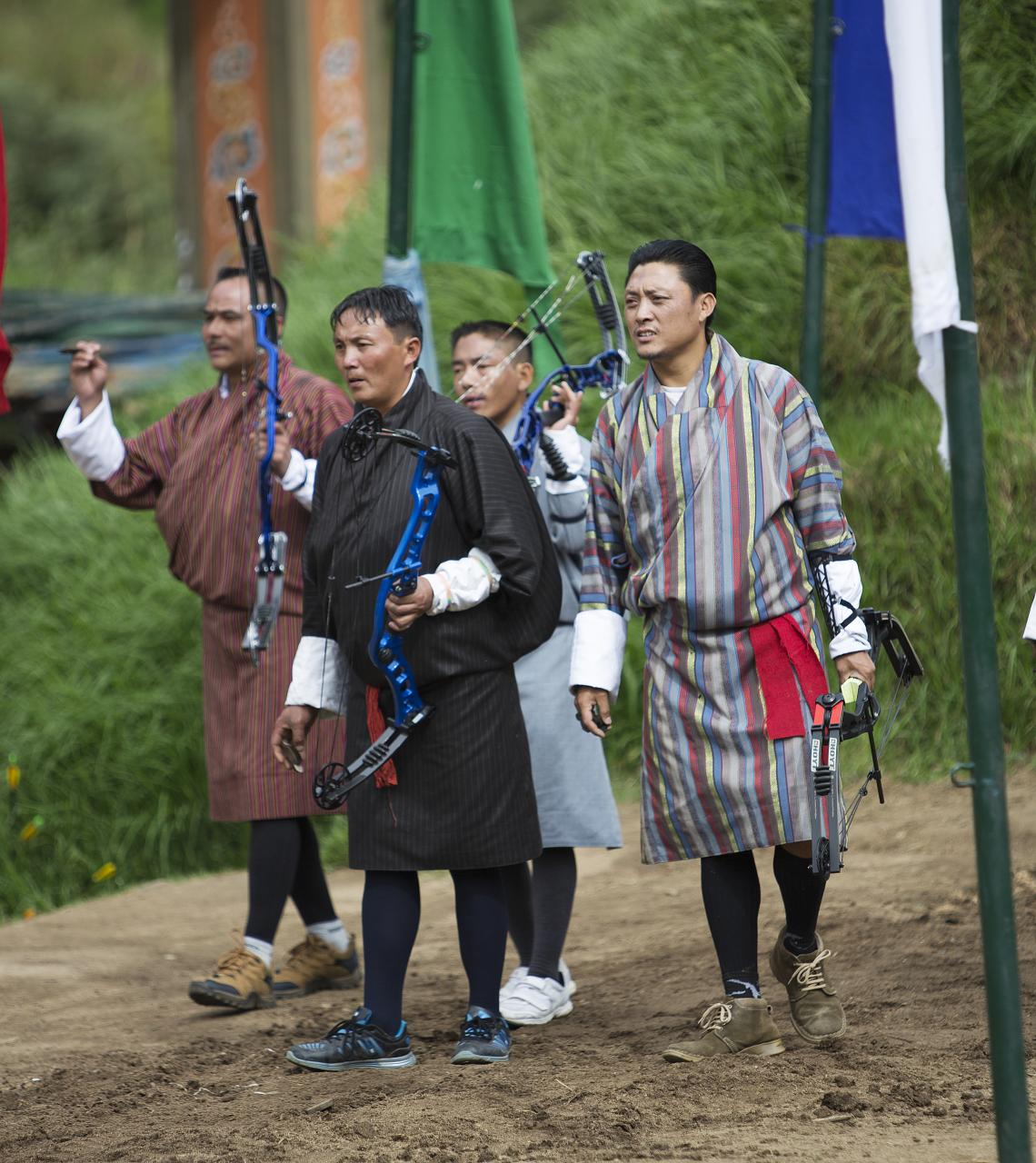
Бутанские стрелки из лука, 2012

- Ринзи Лхам — 1984 год, участвовала в возрасте 16 лет и 304 дня — наименьший возраст (в настоящий момент, по состоянию до 2018 года включительно) среди участников Олимпиад от Бутана.
- Нгаванг Пелзанг (англ. Nawang Pelzang) — 1984 год.[2]
- Лхендуп Церинг (англ. Lhendup Tshering) — 1984 год.
- Карма Чоден (англ. Karma Chhoden) — 1984 год.
- Сонам Чуки (англ. Sonam Chuki) — 1984 год.
- Тинлей Дорджи (англ. Thinley Dorji) — 1984 и 1988 годы.
- Джигме Церинг (пол. Jigme Tshering) — 1988 год.
- Пема Церинг (пол. Pema Tshering) — 1988 и 1992 годы, во второй Олимпиаде участвовал в возрасте 41 года и 17 дней — наибольший возраст (в настоящий момент, по состоянию до 2015 года включительно) среди участников Олимпиад от Бутана.
- Карма Тензин (пол. Karma Tenzin) — 1992 год.
- Карма Цомо (англ. Karma Tshomo) — 1992 год.
- Пем Церинг (англ. Pem Tshering) — 1992 год.
- Намгьял Лхаму (англ. Namgyal Lhamu) — 1992 год.
- Джубзанг Джубзанг — 1992, 1996 и 2000 годы, единственный трижды участвовал и единственный трижды знаменосец олимпийской команды Бутана.
- Угьен Угьен (англ. Ugyen Ugyen) — 1996 год.
- Церинг Чоден — 2000 и 2004 годы.
- Таши Пэлджор — 2004 и 2008 годы.
- Дорджи Дема — 2008 год.
- Шераб Зам — 2012 год.
- Карма — 2016 и 2020 годы.
- Лам Дорджи[англ.] — 2024[англ.] год.